# ロッカ・ピエートレ
ロッカ・ピエートレ（伊: Rocca Pietore）は、イタリア共和国ヴェネト州ベッルーノ県にある、人口約1,100人の基礎自治体（コムーネ）。

## 地理

### 位置・広がり

#### 隣接コムーネ
隣接するコムーネは以下の通り。括弧内のTNはトレント自治県（トレンティーノ＝アルト・アディジェ州）所属を示す。
- アッレゲ
- カナーレ・ダーゴルド
- カナツェーイ (TN)
- コッレ・サンタ・ルチーア
- ファルカーデ
- リヴィナッロンゴ・デル・コル・ディ・ラーナ
- サン・トマーゾ・アゴルディーノ
- サン・ジョヴァンニ・ディ・ファッサ (TN)
- ソラーガ・ディ・ファッサ (TN)
- ヴァッラーダ・アゴルディーナ

### 気候分類・地震分類
気候分類では、zona F, 4379 GGに分類される。
また、イタリアの地震リスク階級 (it) では、zona 3 (sismicità bassa) に分類される。

## 行政

### 分離集落
ロッカ・ピエートレには、以下の分離集落（フラツィオーネ）がある。
- Malga Ciapela, Sottoguda, Pian, Palue, Bosco Verde, Col Di Rocca, Rocca Pietore, Troi, Molin, Condio, Saviner di Laste, Sopracordevole, Digonera, Laste di Sotto, Laste di Sopra, Soppera, Dagai, Val, Davare, Col di Laste, Moè, Le Coste, Ronch,Santa Maria Delle Grazie, Saviner di Calloneghe, Caracoi Cimai, Caracoi Agoin, Bramezza, Masarè, Sorarù, Pezzè